# Waschmühle
Die Waschmühle (im Volksmund Wesch) ist eines von zwei Freibädern in Kaiserslautern. Das am 4. Juni 1908 eröffnete Bad hat eine Wasserfläche von 7.400 m². Das einzige Becken ist 165,3 Meter lang.

## Lage
Die Anlage liegt im Eselsbachtal, nördlich von Kaiserslautern an der Straße nach Morlautern.

## Geschichte
Ende des 19. Jahrhunderts entstand vor Ort eine Waschmühle, die die Wasserkraft des Baches zum Betrieb einer Wäscherei nutzte. Um die Jahrhundertwende wurde der Schwimmverein Kaiserslautern gegründet, der die Idee eines Bades an der Stelle der Waschmühle verfolgte. Mithilfe von potenten Geldgebern konnte der Bau verwirklicht und 1908 das Bad mit einer Wasserfläche von über 10.000 m² eröffnet werden. Die weiterhin „Waschmühle“ genannte Badeeinrichtung wurde direkt aus dem Eselsbach gespeist. Neben dem großen Becken entstand ein langgezogener Trakt hölzerner Umkleidekabinen im Jugendstil. Das Bad war getrennt in eine Herrenabteilung im Westen und eine Damenabteilung im Osten.
In den 1980er Jahren wurde die Wasserfläche aus Kostengründen auf 7.400 m² verkleinert, und im Jahre 1975 wurde die Speisung aus dem Eselsbach eingestellt. Seitdem kommt das Wasser aus Tiefbrunnen. Trotzdem ist das Badewasser in der Waschmühle auch im Sommer angenehm frisch – in der Regel liegt die Temperatur zwischen 20 und 23 °C, an heißen Tagen steigt sie bis 28 °C, was der Lage in dem recht engen Tal geschuldet ist.
Auch wegen der großen Spiel- und Liegewiese war das Bad von Anfang an bei der Bevölkerung beliebt. Es gibt einen Zehn-Meter-Sprungturm und zwei Sprungbretter. Als Mitte der 1990er Jahre der Stadtrat die Wasserfläche wegen der hohen Sanierungskosten abermals um diesmal 40 Prozent reduzieren wollte, gelang es einer Bürgerinitiative mit einem Bürgerbegehren, das Bad in seiner historischen Gestalt zu erhalten.
2011 wurde die Waschmühle saniert und am 28. Juni 2012 mit neuer, komplett überarbeiteter Filteranlage (Druckscheibenfilteranlage) und Chlorgasanlage zur Chlorung des Wassers wiedereröffnet. Diese technischen Maßnahmen waren notwendig, um den neuen Anforderungen der geänderten DIN 19643 Regelungen nachzukommen und eine gleichbleibend gute Wasserqualität zu gewährleisten.